# (907) Рода
907 Ро́да (907 Rhoda) — астероид главного пояса. Открыт 12 ноября 1918 г. немецким астрономом Максом Вольфом в обсерватории Гейдельберг-Кёнигштуль, Германия. Астероид назван в честь жены американского астронома Эдварда Барнарда.
Рода не пересекает орбиту Земли и обращается вокруг Солнца за 4,68 юлианских лет.

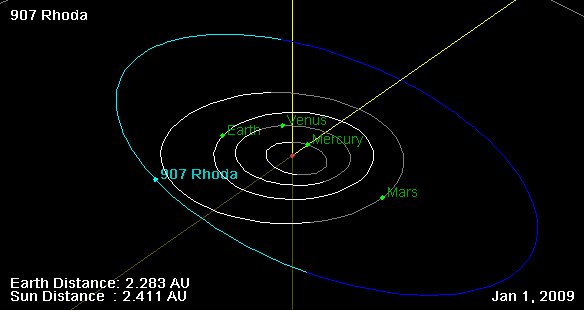
Орбита астероида Рода, и его положение в Солнечной системе на 01.01.2009 г. Рисунок NASA JPL Small Body Orbit Viewer applet